# Gerhard Brandt (Theologe)
Gerhard Brandt (* 4. August 1921 in Breslau; † 16. Februar 1999 in Düsseldorf) war ein deutscher evangelischer Theologe.

## Leben
Nach dem Abitur und Kriegsdienst studierte Brandt Evangelische Theologie in Heidelberg, Erlangen und Mainz. Nach dem Vikariat und Wissenschaftlicher Assistenz an der Kirchlichen Hochschule Wuppertal war er Landespfarrer für Schulwochen- und Primanerarbeit der Evangelischen Kirche im Rheinland. 1959 wurde er Pfarrer in Bonn. 1971 wählte ihn die rheinische Landessynode zum Oberkirchenrat, 1981 zum Präses der Evangelischen Kirche im Rheinland, ein Amt, das er bis zu seiner Emeritierung 1989 innehatte.

## Auszeichnungen
- 1982: Theologische Ehrendoktorwürde Bonn
- 1984: Großes Silbernes Ehrenzeichen mit dem Stern für Verdienste um die Republik Österreich[1]
- 1987: Theologische Ehrendoktorwürde Theologischen Akademie Budapest
- 1989: Großes Bundesverdienstkreuz mit Stern der Bundesrepublik Deutschland[2]
- 1990: Verdienstorden des Landes Rheinland-Pfalz